# Dzsafar Kasani
Dzsafar Kasani, perzsául:  جعفر اشرف کاشانی, (Teherán, 1944. március 21. – Teherán, 2019. október 2.) válogatott iráni labdarúgó, hátvéd.

## Pályafutása
1964 és 1967 között a Shahin, 1967 és 1975 között a Persepolis labdarúgója volt. A Persepolis csapatával két bajnoki címet szerzett. 1968 és 1974 között 38 alkalommal szerepelt az iráni válogatottban. Tagja volt az 1972-es müncheni olimpián résztvevő együttesnek.

## Sikerei, díjai
Persepolis
- Iráni bajnokság
  - bajnok (2): 1971–72, 1973–74